# 劉珙 (明朝)
劉珙（1440年—？），字廷獻，直隸永平府撫寧縣人，明朝政治人物。進士出身。

## 生平
順天府鄉試第三十名。天順八年（1464年）甲申科會試第九十八名，殿試登進士第三甲第六十名。

## 家族
曾祖父劉源。祖父劉本，曾任知府。父亲劉鉞，曾任吏部郎中。